# معركة سرخس (1459)
وقعت معركة سرخس في مارس 1459، في موقع بين مرو وسرخس. 
دارت بين التيموريين في سمرقند تحت قيادة أبو سعيد ميرزا واتحاد خصومه على عرش آسيا الوسطى، التيموريين في خراسان ومرو، أي؛ علاء الدولة ميرزا وابنه ابراهيم ميرزا والسلطان سنجر ميرزا. 

## خلفية
إدراكًا لضعف السلطة التيمورية في هرات، غزا جهان شاه سلطان قراقويونلو المدينة واستولى عليها في 28 يونيو 1458، والتي احتلها والد إبراهيم ميرزا علاء الدولة ميرزا.  لكن أبو سعيد ميرزا لم يستطع تحمل هذا الاحتلال. بعد أن استولى جهان شاه على هرات، كان جهان شاه في موقف صعب وغير قادر على الاحتفاظ بها بسبب الضغوط من داخل مملكته قراقويونلو بالإضافة إلى التهديد المتزايد من أوزون حسن سلطان آق كويونلو. اضطر للتفاوض حول حدود دولته مع أبو سعيد ميرزا وبعد مفاوضات قرر جهان شاه إعادة ترسيم الحدود إلى زمن شاه رخ.  وهكذا، أعيد خراسان ومازندران وجرجان إلى التيموريين وعاد أبو سعيد ميرزا واستولى على هرات للمرة الثانية في 22 ديسمبر 1458.
ومع ذلك، أثناء مغادرة الإقليم، دمر التركمان خراسان وعندما وصل أبو سعيد ميرزا لأخذ هرات، شعر الناس بالخوف.  لذلك من أجل تخفيف مخاوفهم، أعاد الجزء الأكبر من جيشه نحو بخارى.  المنافسين المطالبين بمملكة سمرقند، وهم علاء الدولة ميرزا، وابنه إبراهيم ميرزا، والسلطان سنجر ميرزا، بعد أن ضعف مركزه، قرروا تشكيل تحالف واغتنام هذه الفرصة لتدميره بشكل نهائي.  خططوا للقاء في سرخس ومن هناك تقدموا لمهاجمة هرات. 
عندما تلقى أبو سعيد ميرزا معلومات استخبارية عن هذا التقدم، شرع في مواجهة هذا التهديد وجهاً لوجه على الرغم من أنه فاق العدد عدديًا وأرسل للتعزيزات. 

## معركة
اندلعت معركة سرخس عندما ظهرت طليعة علاء الدولة ميرزا وإبراهيم ميرزا والسلطان سنجر ميرزا بين مرو وسرخس.  رُسمت خطوط المعركة واندلعت معركة ضارية. وصلت التعزيزات لأبو سعيد ميرزا في الوقت المناسب تحت قيادة الأمير علي فارسي والأمير سيد أصيل الذي هزم أعداءه بمساعدته.  تم إرسال الأمير علي فارسي وأمير سيد أصيل لملاحقة علاء الدولة ميرزا وإبراهيم ميرزا الذين فروا إلى مزنيان بينما تم القبض على السلطان سنجر ميرزا وتم إعدامه. 
توفي إبراهيم ميرزا عام 1460 وتوفي علاء الدولة ميرزا عام 1461، منهياً بذلك كل معارضة للحاكم التيموري الوحيد في بلاد ما وراء النهر. 

## ملحوظات
1. 1 2 3 4 5  C. Bathurst, J. F.؛ C. Rivington؛ A. Hamilton؛ T. Payne؛ T. Longman؛ S. Crowder؛ B. Law؛ T. Becket؛ J. Robson (1781). The modern part of An universal history, from the earliest accounts to the present time, Volume 5. Oxford University. ص. 89. مؤرشف من الأصل في 2022-09-27. اطلع عليه بتاريخ 2013-02-02.
2. 1 2 3 4 5  C. Bathurst, J. F.؛ C. Rivington؛ A. Hamilton؛ T. Payne؛ T. Longman؛ S. Crowder؛ B. Law؛ T. Becket؛ J. Robson (1781). The modern part of An universal history, from the earliest accounts to the present time, Volume 5. Oxford University. ص. 89. مؤرشف من الأصل في 2022-10-01. اطلع عليه بتاريخ 2013-02-02.C. Bathurst, J. F.; C. Rivington; A. Hamilton; T. Payne; T. Longman; S. Crowder; B. Law; T. Becket; J. Robson; F. Newbery; G. Robinson; T. Cadell, J.; T. Bowles; S. Bladon; J. Murray & W. Fox (1781). The modern part of An universal history, from the earliest accounts to the present time, Volume 5. Oxford University. p. 89. Retrieved 2013-02-02.
3. 1 2 3  Maria Subtelny (2007). Timurids in Transition: Turko-Persian Politics and Acculturation in Medieval Iran, Volume 7. BRILL. ص. 411. ISBN:9789004160316. مؤرشف من الأصل في 2022-08-06. اطلع عليه بتاريخ 2013-01-13.